# Sargassum muticum
Sargassum muticum, comúnmente conocido como alga de alambre japonesa, es una gran alga marrón del género Sargassum. Fuera de las costas japonesas se la considera un alga invasora, con alta tasa de crecimiento, hasta 10 cm por día durante la primavera. Tiene una eficiente dispersión gracias a sus flotadores.

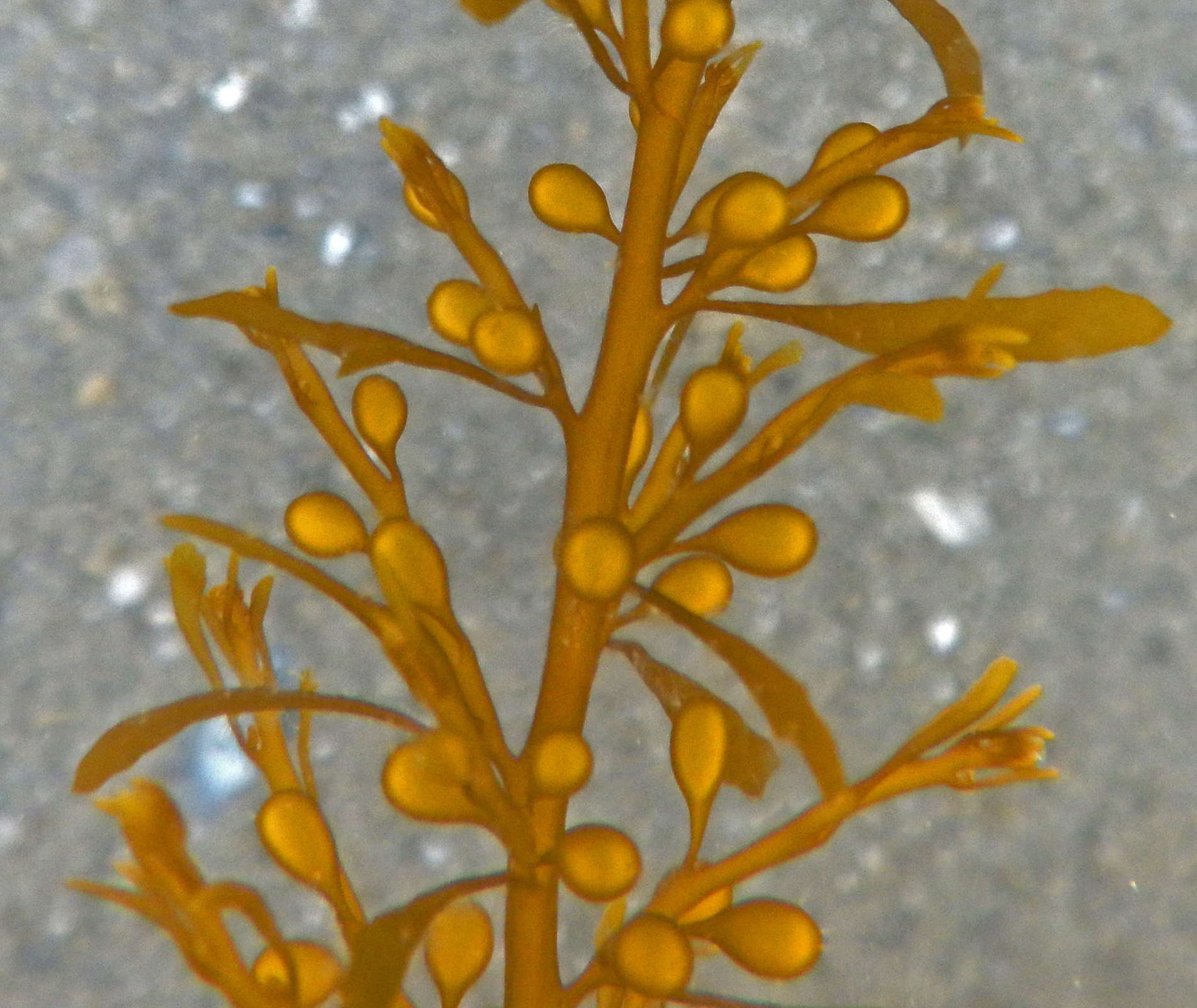
Detalle de las frondas, mostrando flotadores llenos de gas.

## Descripción
Sargassum muticum es un alga marrón, normalmente de color marrón a amarillento con una longitud de hasta 10 m. Es un autótrofo que utiliza energía de la luz solar. La fotosíntesis se facilita gracias a vesículas aéreas que permiten que las algas suban a la superficie.
Sargassum muticum se compone de dos partes distintas una es perenne, que contiene la sujeción y uno o más ejes principales cortos; y la otra parte es anual y son los ejes secundarios, que se desarrollan sobre el eje principal, cuyo crecimiento es ilimitado y cuyo tamaño es variable. Hay tres tipos de ramificaciones, las laterales con expansiones foliáceas llamadas frondas; las laterales con frondas y aeroquistes y; las laterales con frondas, aeroquistes y órganos reproductores llamados receptáculos. En invierno, solo persiste la parte perenne (5 cm). En verano, la parte lateral está en máximo desarrollo alcanzando longitudes de 2-3 metros hasta 10 metros.

## Reproducción
El modo de reproducción es tanto sexual como asexual. S. muticum alcanza la madurez sexual en el verano cuando la producción de gametos tiene lugar en receptáculos. La especie es monoica, es decir, un individuo es capaz de producir gametos masculinos y femeninos. Su ciclo de desarrollo es monogénico (es decir, solo está presente una generación durante su ciclo de vida). Para su fertilización los gametos masculinos se dispersan en el agua de mar mientras que los gametos femeninos permanecen en el receptáculo donde se realiza la fertilización. El desarrollo también se realiza en el receptáculo y luego una vez en la etapa de plántula, esta última se desprende para su fijación sobre un nuevo soporte y formación un nuevo individuo. Esta especie también puede reproducirse asexualmente, pero esta modalidad nunca ha sido observada en ambientes templados.

## Hábitat
Sargassum muticum crece desde media marea hasta áreas infralitorales (hasta una profundidad de 10 m.). Se fija sobre sustratos sólidos como rocas, piedras y conchas. Es muy tolerante a las variaciones de temperatura y salinidad. La temperatura óptima está entre 17 y 20 °C pero tolera entre -9 y 30 °C.

## Áreas de distribución, invasividad, impactos

### Áreas de distribución
Originaria de Japón, se cree que ha ganado distribución mundial al ser transportado con ostras japonesas (Crassostrea gigas). Sargassum muticum se introdujo en la costa de California en la década de 1940 y en Europa en la de 1970 (la especie se encontró por primera vez en las Islas británicas en la isla de Wight en 1973). Actualmente, el alga está muy extendida desde Noruega hasta Portugal a lo largo de las costas atlánticas. Sargassum muticum se encuentra distribuida desde el río Campbell, Columbia Británica hasta Baja en California. En Europa se extiende a lo largo de las costas de Gran Bretaña, Francia, Escandinavia, mar Báltico, Helgoland, Holanda, Irlanda, la península ibérica y en el Mediterráneo desde Italia y el Adriático. Se registra en Japón, China y Alaska. Recientemente, se han encontrado algunos ejemplares en las costas marroquíes. Esto ilustra su enorme tolerancia con respecto a su entorno. Las muestras de herbario ahora se almacenan en el Museo del Úlster (números de catálogo BEL: F11241 - F11242; F11182 - F11185).

### Invasión e impactos
Su proliferación es importante sobre todo durante el verano, lo que provoca problemas económicos y ecológicos.
Afecta la ecología de los ambientes por su gran tamaño y densas ramificaciones, S.muticum forma una pantalla dentro de la columna de agua que impide la penetración de la luz. También captura los nutrientes en desmedro de otras especies como el fitoplancton. Sin embargo, S.muticum también sirve como refugio y protección para las larvas de peces o crustáceos, así como soporte de puesta para la sepia.
A nivel económico S.muticum se fija a las conchas de las ostras, creando problemas en el cultivo de moluscos a través de un mayor trabajo manual para eliminar las algas. Además, puede envolver las estructuras agrícolas, requiriendo un mantenimiento adicional. También se enreda con las hélices de los barcos.

### Medidas para combatirla
Los métodos de eliminación mecánica promueven la diseminación de la especie y la técnica requiere mucho trabajo. Se desaconseja el uso de sustancias químicas tales como herbicidas, porque presenta un riesgo importante para el medio ambiente y otros organismos. En cuanto a  depredadores naturales son escasos, un ejemplo es un pequeño copépodo que solo se alimenta de las partes dañadas y no saludables de  S. muticum . 
En la actualidad la distribución está estabilizada y solo se realiza remoción mecánica.

## Usos
Existen algunos usos potenciales para Sargassum muticum.
En la agricultura, las algas se utilizan como fuentes de nitrato y potasio para la fertilización. También se utilizan en la acuicultura como alimento para los pepinos de mar juveniles.
Se la podría utilizar en sistemas de tratamiento de aguas ya que las paredes celulares de S. muticum contienen alginatos y fucoidanos. La asociación de ambas moléculas forma una molécula más grande y esta puede ser floculante. Este proceso puede ser un método para capturar la materia orgánica presente en las aguas residuales. Este floculante, rico en proteínas y oligoelementos, es fácilmente biodegradable y podría utilizarse como fertilizante.
Estudios realizados han demostrado que Sargassum muticum es capaz de llevar a cabo la biosorción de metales pesados tales como el cadmio, compuestos clorofenólicos y níquel.
Los metabolitos secundarios producidos por las algas marinas podrían ser un agente antiincrustante alternativo interesante. Estudios anteriores han demostrado el potencial de los compuestos de hidrocarburos y ácidos grasos en las actividades antiincrustantes, compuestos como los galactolípidos y el ácido palmítico, 1-tetradeceno o 1-hexadeceno. Además, la producción máxima de compuestos antiincrustantes se produce durante la primavera.
Sargassum muticum es rico en compuestos antioxidantes como compuestos fenolicos (catequinas, florotaninos, quercetinas), pigmentos (fucoxantina) y vitaminas (vitaminas C, K, E en forma de alfa-Tocoferol y gama-Tocoferol). Las aplicaciones son posibles en los campos farmacéutico, cosmético y de la salud, gracias a las actividades antioxidantes de estas moléculas.